# Peter Bowles
Peter Bowles (Londres, 16 de octubre de 1936 - 17 de marzo de 2022) fue un actor británico.

## Biografía
Nació en Londres y cursó estudios en la Nottingham High Pavement Grammar School antes de aprender su futuro oficio de actor en la Royal Academy of Dramatic Arte, de la cual siempre formó parte.

## Filmografía

### Cine
- 1966: Blow-Up: Ron
- 1968: The Charge of the Light Brigade: Capitán Henry Duberly
- 1969: The Assassination Bureau: El amante celoso
- 1969: Laughter in the Dark: Paul
- 1971: The Bank Job
- 1972: The Offence: Inspector Cameron
- 1973: The Legend of Hell House: Hanley
- 1977: For the Love of Benji: Ronald
- 2011: Love's Kitchen : Max Templeton
- 2014: Lilting: Alain
- 2015: We Are Tourists

### Televisión
- 1964: The Protectors: Doctor Fothergill
- 1964: Danger Man: Gamal
- 1964 - 1967: The Saint: Mauricio Kerr / Serge
- 1967: The Avengers (serie, episodio "Remontamos el tiempo")
- 1967: The Baron: Jim Gaynor

1971-72 the persuaders, episodio 15 "elemento peligroso"
- 1976: Cosmos 1999: Balor - (serie, episodio "End of Eternity")
- 1976:  I Claudius:  Caractatus (serie, episodio "The Old King Log")
- 1982: The Irish R.M.: Sinclair Yates.